# Reeuwijk
Reeuwijk (dân số: 12.860 người trong năm 2004) là một đô thị ở phía tây Hà Lan, trong tỉnh Zuid-Holland. Đô thị này có diện tích 50,11 km² (trong đó 11,89 km² là diện tích mặt nước).
Đô thị Reeuwijk bao gồm các cộng đồng Diemerbroek, Driebruggen, Hogebrug, Langeweide, Middelburg, Oud-Reeuwijk, Oukoop, Platteweg, Randenburg, Reeuwijk-Brug, Reeuwijk-Dorp, Sluipwijk,  Tempel, Waarder và Westeinde.
Ngày 1/1/1989, khi đô thị Driebruggen (lập năm 1964) bị giải thể, các cộng đồng  Waarder và Driebruggen được đưa vào Reeuwijk.

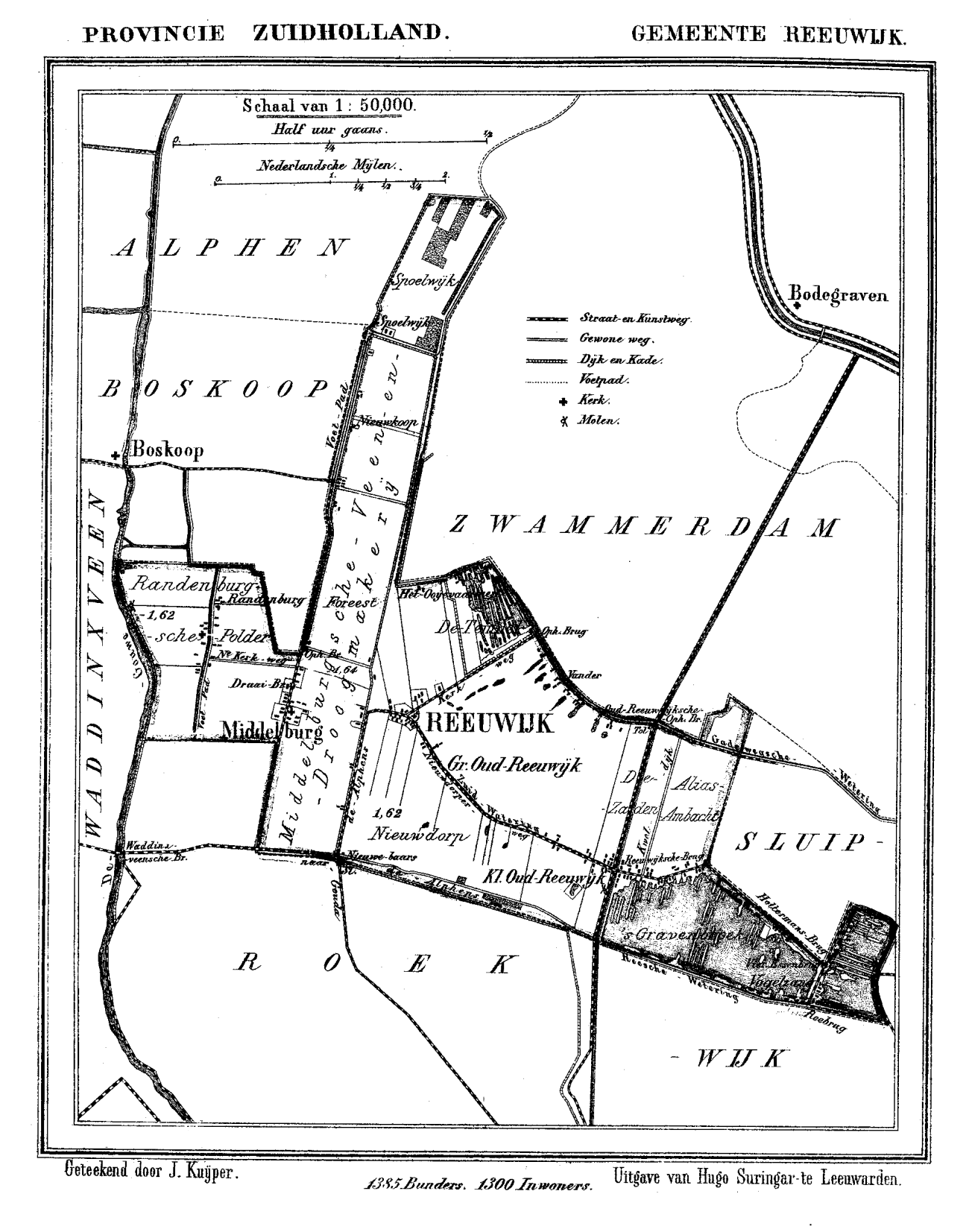
Reeuwijk năm 1868.